# Hay-Wells-Syndrom
Das Hay-Wells-Syndrom ist eine sehr seltene angeborene Erkrankung mit einer Kombination von verklebter Lidspalte nach der Geburt (Ankyloblepharon), Ektodermale Defekte und Lippen-Kiefer-Gaumen-Spalte (Cleft), daher auch das Akronym AEC-Syndrom.
Die Bezeichnung bezieht sich auf den Erstautor der Erstbeschreibung aus dem Jahre 1976 durch R. J. Hay und R. S. Wells.

## Verbreitung
Die Häufigkeit wird mit unter 1 zu 1.000.000 angegeben, bislang sind weniger als 20 Patienten beschrieben worden. Die Vererbung erfolgt meistens autosomal-dominant, autosomal-rezessiv soll auch möglich sein.

## Ursache
Der Erkrankung liegen Mutationen im TP63-Gen im Chromosom 3 am Genort q28 zugrunde.

## Klinische Erscheinungen
Klinische Kriterien sind:
- Drahtartige, spärliche Haare, Infektionen der Kopfhaut
- Nageldystrophie
- Hypohidrose
- Ankyloblepharon mit strangartigen Verklebungen
- Hypodontie
- Hypoplasie des Oberkiefers und Lippen-Kiefer-Gaumenspalte

## Differentialdiagnose
Abzugrenzen sind andere Syndrome mit ektodermaler Dysplasie, insbesondere das EEC-Syndrom.

## Geschichte
Früher wurde das Rapp-Hodgkin-Syndrom als eigenständiges Syndrom angesehen, jetzt gelten beide als eine Krankheit.
Diese Namensbezeichnung bezieht sich auf die Autoren der Beschreibung aus dem Jahre 1968 durch die US-amerikanischen Kinderärzte Robert S. Rapp und William E. Hodgkin.